# Туркијски језици
Туркијски језици (турски језици или турскотатарски језици), језичка су породица од најмање 35 језика, које говоре туркијски народи од југоисточне Европе и Средоземља до Сибира и западне Кине, а било је приједлога да је дио алтајске макропородице језика.
Турскијске језике говори око 170 милиона људи као матерњи језик, а укупан број говорника туркијских језика, укључујући оне који их говоре као други језик, је преко 200 милиона. Туркијски језик са највећим бројем говорника је турски језик, који се говори већином у Анадолији и дијелом на Балканском полуострву, док турски као матерњи језик говори око 40% говорника туркијских језика.
Особина туркијских језика је самогласничка хармонија, аглутинација, као и недостатак граматичког рода.
Придев турски се односи на народ Турке и њихов језик, док се туркијски односи на ширу групу сродних народа и језика.
Туркијски језици се много не разликују, тако да постоји одређен степен разумевања међу свим говорницима. Често су границе између језика више политичке него лингвистичке природе.
Ови језици су распрострањени у југоисточној Европи, западној, централној и северној Азији – од Балкана до Кине. Кроз имигрантске заједнице, туркијски језици су присутни у централној и западној Европи.

## Класификација
Туркијски језици:
- Југозападни туркијски језици (огуски)
  - Печенешки језик †
  - Западни огуски
    - Староанатолски турски језик †
    - Османски турски језик †
    - Турски језик
      - Ирачко туркменски језик

    - Гагаушки језик
    - Азерски језик
    - Балкански гагаушки турски језик

  - Источни огуски
    - Туркменски језик
    - Хорасански туркијски језик

  - Јужни огуски
    - Афшарски језик
    - Ирански туркијски језици (кашкајски, сонкорски, ајналски итд)

  - Саларски језик
- Аргујски језик
  - Халаџски језик
- Северозападни туркијски језици (кипчачки)
  - Кипчачки језик †
  - Западни кипчачки (кумански језици)
    - Кумански језик †
    - Кумички језик
    - Карачајско-балкарски језик
    - Кримско татарски језик
    - Кримчачки језик (језик кримских Јевреја Кримчака)
    - Караимски језик (језик кримских Јевреја Караима)

  - Северни кипчачки (волшко уралски)
    - Казањско татарски језик []
    - Мишарско татарски језик []
    - Башкирски језик

  - Јужни кипчачки (аралско каспијски)
    - Казашки језик
    - Каракалпачки језик
    - Киргиски језик
    - Ногајски језик
    - Ферганско кипчачки језик (кипчачко узбечки језик) †
- Југоисточни туркијски језици (карлучки)
  - Западни карлучки
    - Узбечки језик

  - Источни карлучки
    - Ујгурски језик
    - Таранчијски језик
    - Ајнијски језик
    - Или-туркијски језик
    - Чагатајски језик †
- Североисточни туркијски језици (сибирски)
  - Северни сибирски
    - Јакутски језик
    - Долгански језик

  - Западни сибирски
    - Сибирско татарски језик

  - Јужни сибирски
    - Сајански туркијски
      - Тувински језик
      - Тофански језик
      - Сојотски језик

    - Јенисејски туркијски
      - Хакаски језик
      - Фујуско киргиски језик
      - Шорски језик
      - Западно југурски језик (западно ујгурски, жуто ујгурски)

    - Чулимски туркијски
      - Чулимски језик

    - Алтајски туркијски
      - Алтајски језик (дијалекти: тубански, кумандински, челкански, телеутски, теленгитски и алтај-кижи)
- Огурски језици
  - Прабугарски језик †
  - Чувашки језик
  - Хазарски језик †
  - Аварски језик †

## Најважнији туркијски језици
Три најраспрострањенија туркијска језика су:
- Турски   60 мил. говорника (матерњи језик), укупно 70 мил.: Турска, балканске државе, западна и Средња Европа (имигранти)
- Азерски   30 мил. говорника: Азербејџан и северозападни Иран
- Узбечки   24 мил. говорника: Узбекистан, северни Авганистан, Таџикистан и западна Кина

Остали већи туркијски језици:
- Казашки   11 мил. говорника: Казахстан, Узбекистан, Кина, Русија
- Ујгурски   8 мил. говорника: кинеска провинција Синкјанг
- Туркменски   6,8 мил. говорника: Туркменистан, северни Иран
- Киргиски   3,7 мил. говорника: Киргистан, Казахстан, кинески Туркестан
- Чувашки   1,8 мил. говорника: европска Русија
- Башкирски   2,2 мил. говорника: Башкирија
- Татарски   1,6 мил. говорника: (6,6 милиона припадника народа) централна Русија и западни Сибир

## Сродност са другим породицама језика
Туркијски језици имају одређених сличности са монголским, тунгуским, корејским и јапанским језицима. Због ових сличности неки лингвисти су предлагали хипотезу о постојању алтајске макропородице језика, али данас ову хипотезу одбацује већина лингвиста. Такође су због сличности „алтајских језика” са уралским језицима, ови језици сматрани делом хипотетичке уралско-алтајске макропородице језика. Међутим, ни за једну од ових хипотеза не постоји довољно доказа, а данас се постојање сличности између ових језика објашњава постојањем дуготрајног контакта између њих.

## Основне речи у туркијским језицима
| Српски | Старотурски | Турски   | Азерски | Туркменски | Татарски | Казахски | Узбечки | Ујгурски |
| ------ | ----------- | -------- | ------- | ---------- | -------- | -------- | ------- | -------- |
| мајка  | ana         | anne/ana | ana     | änä        | ana      | ana      | ona     | ana      |
| рука   | qol         | kol      | qol     | kol        | qul      | qol      | qo'l    | kol      |
| улица  | yol         | yol      | jol     | ýol        | yul      | jol      | yo'l    | yol      |
| земља  | torpaq      | toprak   | torpaq  | topraq     | tufraq   | topıraq  | tuproq  | tupraq   |
| крв    | qan         | kan      | qan     | gan        | qan      | qan      | qon     | qan      |
| пепео  | kül         | kül      | kül     | kül        | köl      | kül      | kul     | kül      |
| вода   | su          | su       | su      | suw        | su       | suw      | suv     | su       |
| бело   | ağ          | ak       | ağ      | ak         | aq       | aq       | oq      | aq       |
| црно   | qara        | kara     | qara    | garä       | qara     | qara     | qora    | qara     |
| црвено | qızıl       | kızıl    | qızıl   | gyzyl      | qızıl    | qızıl    | qizil   | qizil    |
| плаво  | göy         | gök      | göy     | gök        | kük      | kök      | ko'k    | kök      |

## Опште карактеристике
- Репертоар од 20–30 сугласника, 8 самогласника, једноставна структура речи без нагомилавања сугласника
- Неки туркијски језици (туркменски, јакутски) разликују дужине вокала
- Самогласничка хармонија у говорном и (обично) у писаном језику
- Аглутинативна творба речи и деклинација која се постиже додавањем суфикса
- Придеви се не деклинирају
- Не постоје облици за множину
- Одсуство члана
- Одсуство граматичког рода
- Ред речи је субјекат-објекат-глагол